# Just Kwaou-Mathey
Just Kwaou-Mathey (* 4. Dezember 1999 in Paris) ist ein französischer Leichtathlet, der sich auf den 110-Meter-Hürdenlauf spezialisiert hat.

## Sportliche Laufbahn
Just Kwaou-Mathey bestritt im Jahr 2015 seine ersten Wettkämpfe im Hürdensprint gegen die nationale Konkurrenz. 2017 belegte er bei den Französischen U20-Meisterschaften den vierten Platz. Ein Jahr später wurde er französischer U20-Hallenmeister über 60 Meter Hürden. In der Freiluft gewann er anschließend die Bronzemedaille über 110 Meter. 2018 stieg er in die höhere Altersklasse auf. Zunächst gewann er bei den französischen U23-Hallenmeisterschaften. In der Freiluftsaison verbesserte er seine Zeit über die Erwachsenenhürde auf 13,89 s. Anschließend trat er bei den U23-Europameisterschaften in Schweden an. Dort zog er in das Halbfinale ein, verpasste darin allerdings als Dritter seines Laufes den Einzug in das Finale. Ende Juli belegte er bei den Französischen Meisterschaften der Erwachsenen den sechsten Platz. 2021 verbesserte er sich gleich zu Beginn der Freiluftsaison auf 13,38 s. Ende Juni gewann er die Bronzemedaille bei den Französischen Meisterschaften. Anschließend trat er in Tallinn zum zweiten Mal bei den U23-Europameisterschaften an und belegte im Finale in 13,59 s den fünften Platz. 2022 gewann Kwaou-Mathey jeweils die Bronzemedaille bei den Französischen Meisterschaften in der Halle und in der Freiluft. Im Juni lief er in 13,30 s eine neue Bestzeit. Damit erfüllte er die Qualifikationsnorm für die Weltmeisterschaften in Eugene. Bei den Weltmeisterschaften überstand er zunächst den Vorlauf. Darin bestätigte er seine Bestzeit von 13,27 s aus dem Juni. Im anschließenden Halbfinale lief er in 13,25 s abermals eine neue Bestzeit, wenngleich diese unter irregulärer Windverhältnissen aufgestellt wurde. Dennoch verpasste er damit den Einzug in das Finale um lediglich 0,03 Sekunden. Einen Monat später trat er bei den Europameisterschaften in München an. Dort erreichte er das Finale und feierte mit dem Gewinn der Bronzemedaille den bislang größten Erfolg seiner sportlichen Karriere.
2023 nahm Kwaou-Mathey in Istanbul zum ersten Mal an Halleneuropameisterschaften teil. Er schaffte es sich für das Finale zu qualifizieren, in dem er sich zeitgleich, nach Auswertung des Zielfotos, die Bronzemedaille vor dem Italiener, Lorenzo Ndele Simonelli, sicherte. Anfang Juni lief er beim Diamond-League-Meeting in Paris in 13,09 s eine neue Bestzeit über 110 Meter Hürden. Im August trat er in Budapest zum ersten Mal bei den Weltmeisterschaften an. Zunächst konnte er in das Halbfinale einziehen. Darin belegte er anschließend Platz 3 in seinem Lauf, wobei er den Einzug in das Finale über die Zeit verpasste. 2024 trat Kwaou-Mathey in Glasgow zum ersten Mal bei den Leichtathletik-Hallenweltmeisterschaften an. Dort erreichte er das Finale, in dem er mit Bronze seinen bislang größten sportlichen Erfolg feiern konnte.
2023 wurde Kwaou-Mathey französischer Hallenmeister im 60-Meter-Hürdenlauf.

## Wichtige Wettbewerbe
| Jahr                   | Veranstaltung               | Ort                    | Platz                  | Disziplin              | Zeit                   |
| Startet für Frankreich | Startet für Frankreich      | Startet für Frankreich | Startet für Frankreich | Startet für Frankreich | Startet für Frankreich |
| ---------------------- | --------------------------- | ---------------------- | ---------------------- | ---------------------- | ---------------------- |
| 2019                   | U23-Europameisterschaften   | Gävle                  | 3. (1. Halbfinale)     | 110 m Hürden           | 13,97 s                |
| 2021                   | U23-Europameisterschaften   | Tallinn                | 5.                     | 110 m Hürden           | 13,59 s                |
| 2022                   | Weltmeisterschaften         | Eugene                 | 9.                     | 110 m Hürden           | 13,25 s                |
| 2022                   | Europameisterschaften       | München                | 3.                     | 110 m Hürden           | 13,33 s                |
| 2023                   | Halleneuropameisterschaften | Istanbul               | 3.                     | 60 m Hürden            | 7,59 s                 |
| 2023                   | Weltmeisterschaften         | Budapest               | 11.                    | 110 m Hürden           | 13,31 s                |
| 2024                   | Hallenweltmeisterschaften   | Glasgow                | 3.                     | 60 m Hürden            | 7,47 s                 |

## Persönliche Bestleistungen
- 110 Meter Hürden: 13,09 s, 9. Juni 2023, Paris
- 60 Meter Hürden: 7,43 s, 10. Februar 2024, Liévin

## Persönliches
Just Kwaou-Mathey hat einen Bruder, eine Schwester sowie inzwischen auch einen Neffen. Ihn verbindet seit der gemeinsamen Kindheit in Évreux eine enge Freundschaft mit dem französischen Fußballspieler Dayot Upamecano.